# Tracta
La Tracta è stata una casa automobilistica francese attiva per breve tempo nel periodo tra le due guerre mondiali, dal 1926 al 1934.

## Storia
Il nome di quest'azienda sconosciuta ai più è e rimarrà indissolubilmente legato all'introduzione, per la prima volta in una vettura di serie, della trazione anteriore, una soluzione tecnica che durante gli anni venti del secolo scorso era considerata assolutamente rivoluzionaria per alcuni, fantascientifica per altri e di difficilissima o impossibile attuazione per altri ancora. In generale, la soluzione della trazione anteriore era guardata all'epoca con sospetto, e così anche durante il decennio seguente, tanto che furono pochissimi i costruttori che, dopo la Tracta, si convinsero ad adottare tale soluzione.
La storia della Tracta ebbe origine dall'incontro tra due personaggi dalla personalità vulcanica, Jean-Albert Grégoire e Pierre Fenaille, i quali fondarono nel 1926 una società con sede a Versailles, la Tracta appunto, con l'intenzione di produrre modelli caratterizzati proprio dalla trazione anteriore (che in francese si dice Traction, da cui il nome Tracta). Quella delle ruote motrici anteriori era una soluzione tecnica che fino a quel momento era stata impiegata unicamente su alcune vetture da competizione americane di qualche anno prima, le Miller, ma mai su una vettura di serie.

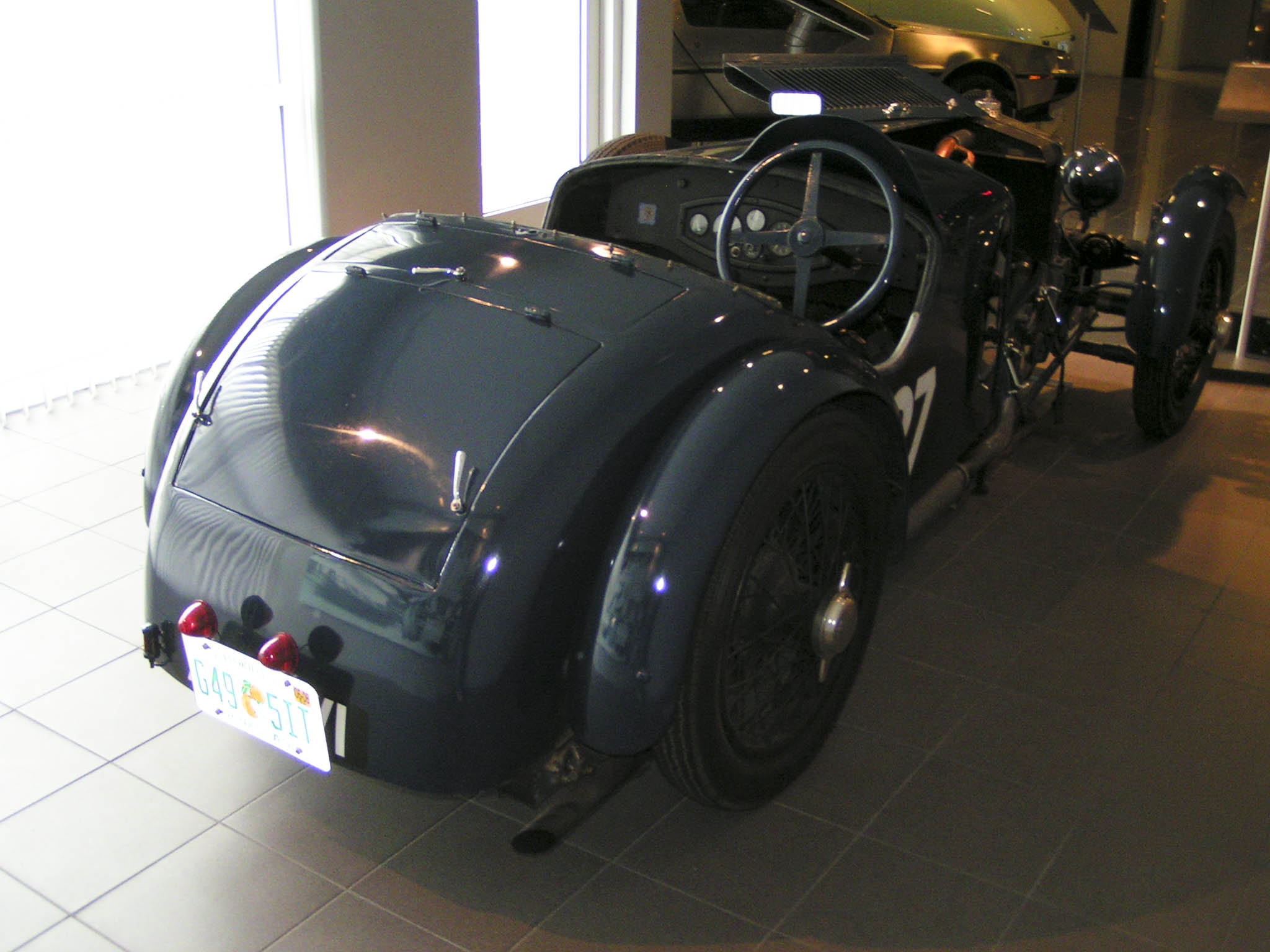
Una Tracta A, prima vettura di serie a trazione anteriore

Inizialmente la produzione si concentrò prevalentemente su modelli da competizione, anche se non mancarono modelli prodotti in piccola serie. Tutti, però, utilizzarono dei giunti omocinetici per permettere alla ruote anteriori di poter essere azionate alla stessa velocità anche quando queste erano sterzate. Tali giunti furono un brevetto di Grégoire, brevetto del quale anche alcuni altri costruttori ottennero in seguito la licenza. Poco tempo dopo la sua nascita, la Tracta trasferì la sua sede ad Asnières-sur-Seine.
Durante la prima apparizione sportiva del primo prototipo Tracta da gara, la vettura prese fuoco, ma dopo aver domato le fiamme riprese la gara e riuscì addirittura a stabilire il miglior tempo. In seguito, la Tracta costruì altre vetture, sempre con particolare predilezione per quelle sportive, ottenendo anche lusinghieri risultati alla 24 Ore di Le Mans del 1927. I motori utilizzati erano di varia architettura, dimensioni e provenienza: si andava dai motori SCAP, di cilindrata compresa tra 1.1 ed 1.6 litri, ai motori Continental da 2.7 litri, fino ai motori Hotchkiss da 3 e 3.3 litri.
Tra le vetture di serie va senz'altro ricordata la Tracta A del 1928, in assoluto la prima auto di serie a trazione anteriore, seguita nel 1930 dalla Tracta E ed in seguito dalla Tracta D2 del 1933. La crisi economica scoppiata nel 1929, però, mise in ginocchio la piccola casa francese, che nel 1934 chiuse i battenti.